# Cao nguyên Brazil
Cao nguyên Brazil (tiếng Bồ Đào Nha: Planalto Brasileiro) là một khu vực địa lý rộng lớn, bao gồm hầu hết các phần phía đông, phía nam và trung tâm của Brazil, trong tất cả khoảng một nửa diện tích đất của đất nước, hoặc khoảng 4.500.000   km 2 (1.930.511 sq mi). Ngoài ra, phần lớn dân số Brazil (190.755.799; điều tra dân số năm 2010) sống ở vùng cao nguyên hoặc vùng ven biển hẹp liền kề với nó.
Các dòng dung nham bazan cổ đại đã sinh ra phần lớn khu vực. Tuy nhiên, thời gian diễn ra hoạt động địa vật lý mạnh mẽ đã qua từ lâu, vì hiện nay không có hoạt động địa chấn hoặc núi lửa. Xói mòn cũng đóng một vai trò quan trọng trong việc hình thành Cao nguyên, hình thành các đá trầm tích mở rộng và làm mòn các dãy núi.
Cao nguyên Brazil được công nhận vì sự đa dạng tuyệt vời được tìm thấy ở đó: trong khu vực có một số quần xã sinh vật khác nhau, điều kiện khí hậu rất khác nhau, nhiều loại đất và hàng nghìn loài động thực vật.

## Các phần chính
Do kích thước và sự đa dạng của chúng, Cao nguyên Brazil thường được chia thành ba khu vực chính:
- Cao nguyên Đại Tây Dương, kéo dài dọc theo bờ biển phía đông của Brazil, và bao gồm một số dãy núi. Nó đã từng được bao phủ gần như hoàn toàn bởi Rừng mưa Đại Tây Dương, một trong những khu vực đa dạng sinh học phong phú nhất trên thế giới, trong đó chỉ còn lại 7,3%.
- Cao nguyên phía Nam, tiến sâu vào đất liền ở phần phía nam và nam trung bộ của đất nước. Đá trầm tích được bao phủ một phần bởi dung nham bazan tràn tạo thành vùng đất màu mỡ được gọi là "vùng đất màu tím". Phần lớn khu vực này cũng được bao phủ bởi Rừng mưa Đại Tây Dương, trong khi rừng cao nguyên araucaria và đồng cỏ cerrado chiếm phần lớn phần còn lại.
- Cao nguyên Trung tâm, chiếm phần trung tâm của Brazil, với các thành tạo trầm tích và kết tinh. Khoảng 85% từng được bao phủ bởi thảm thực vật cerrado, trong đó chỉ một phần nhỏ còn nguyên vẹn.

Ngoài các vùng cao nguyên, một số dãy núi liền kề hoặc bao bọc được coi là một phần của Cao nguyên Brazil. Một số quan trọng nhất là (từ bắc đến nam):
- Serra da Borborema
- Chapada Diamantina
- Serra do Espinhaço
- Serra do Caparaó
- Serra da Mantiqueira
- Serra do Mar
- Serra Geral

Điểm cao nhất của Cao nguyên Brazil là Pico da Bandeira ở Serra do Caparaó, 2.891 mét (9.485 ft).